# بوبوكاتبتبيل
بوبوكاتبتبيل (بالإسبانية: Popocatépetl)‏ (سماع)، هو بركان نشيط في المكسيك يقع ضمن ولايات مكسيكو، بويبلا، موريلوس، يعتبر ثاني أكبر بركان في المكسيك، يقع على بعد 70 كيلومتر جنوب شرق العاصمة مكسيكو، يحتوي على أنهار جليدية، يبلغ ارتفاع قمة الجبل الذي يحوي فوهة البركان 5426 متر فوق سطح البحر، شهد البركان أوآخر شهر مارس من عام 2016 تجدد نشاطة البركاني.
خلال القرن الماضي شهد البركان عدة ثورات كبرى أعوام 1947 ، 1994، وفي سنة 2000 تم إجلاء عشرات الألاف من السكان من منطقة البركان بعد تحذيرات حكومة المكسيك، وتجددت عدة ثورات بركانية بعد ذلك كان آخرها ربيع عام 2016.

## معرض الصور

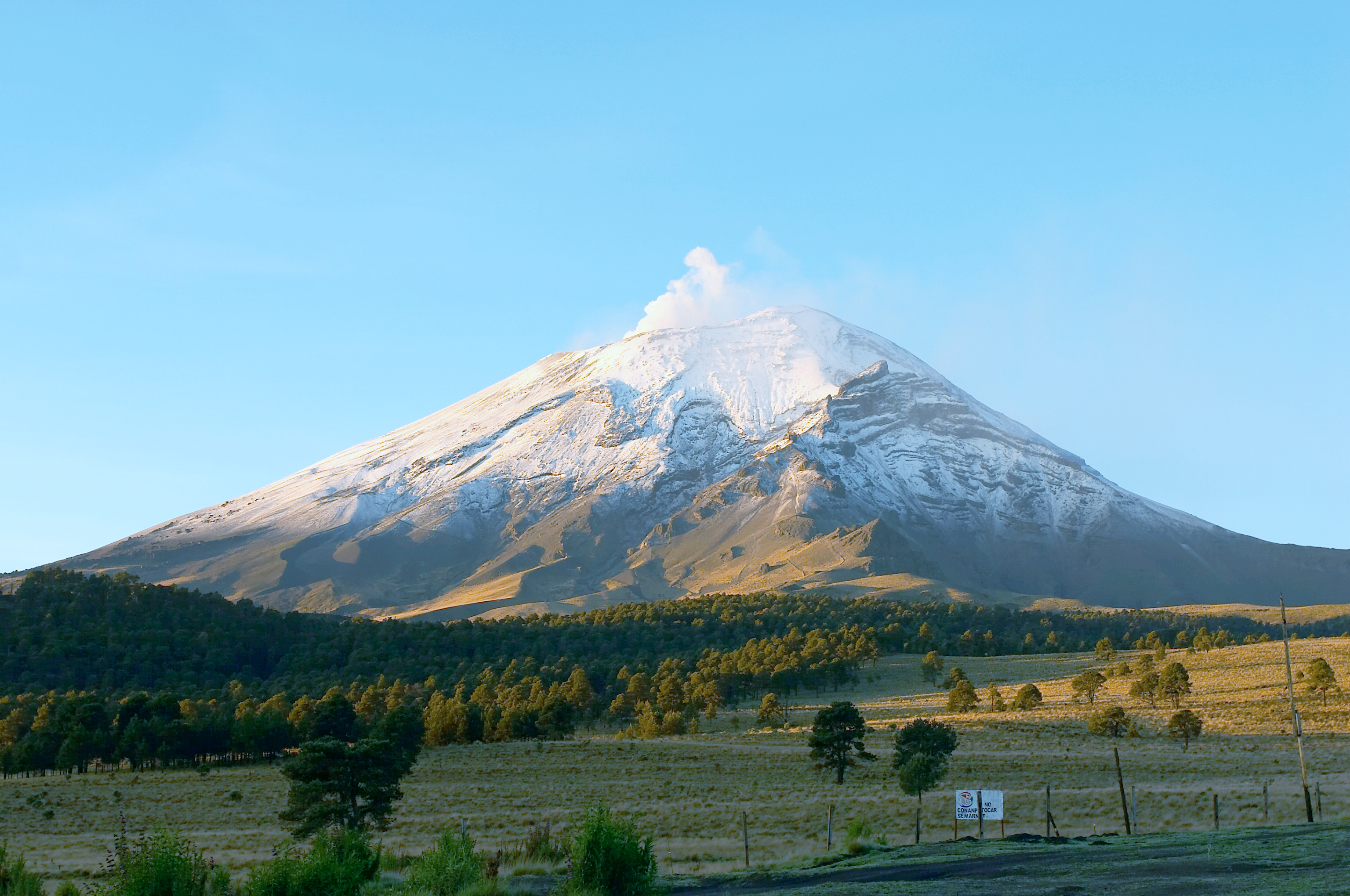
البركان عن بعد من الشمال
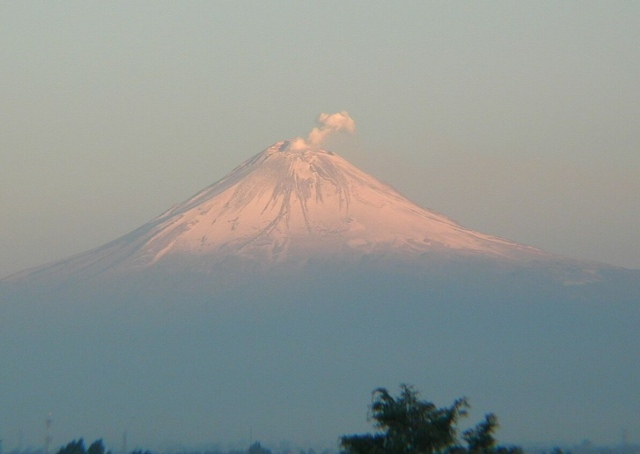
البركان عند شروق الشمس
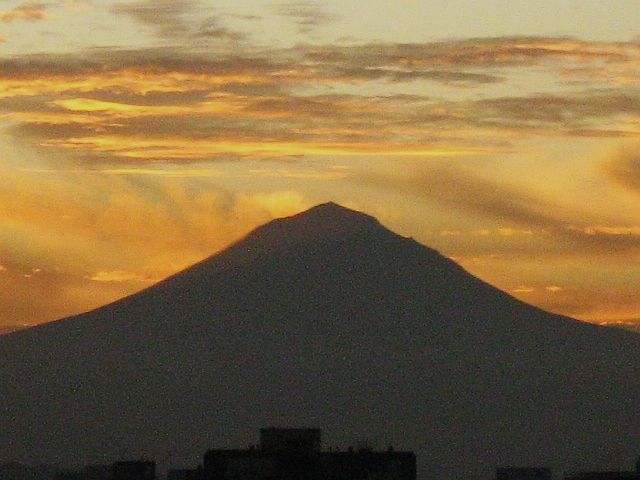
منظر البركان من مدينة مكسيكو سيتي
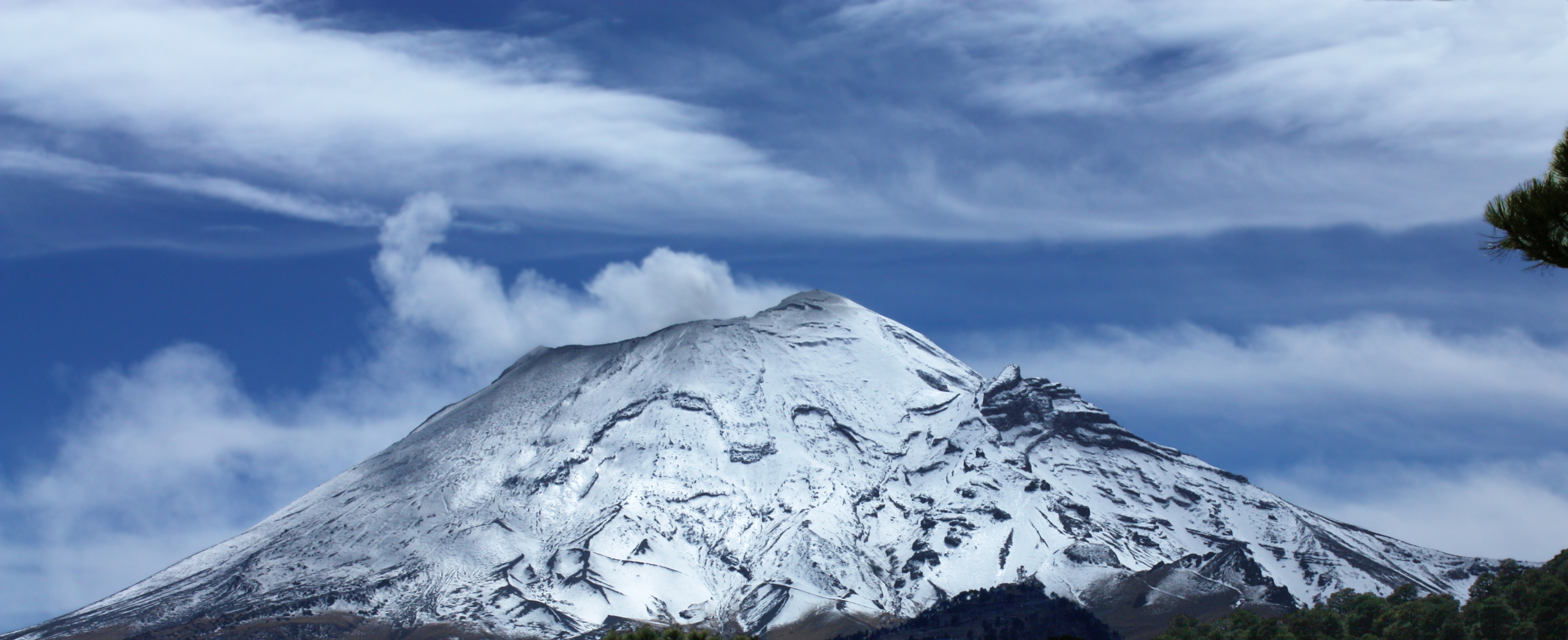
منظر آخر للبركان
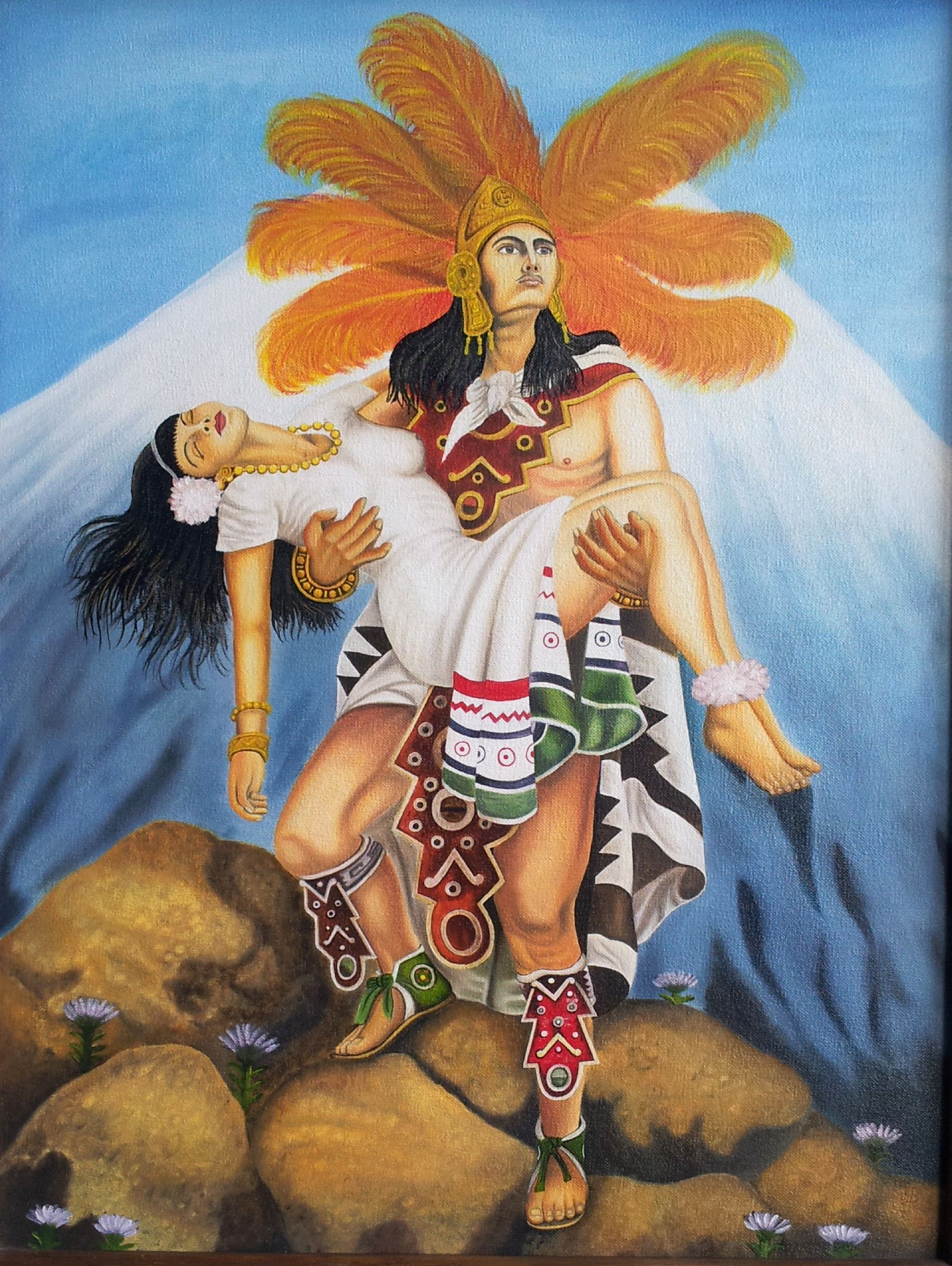
البركان في الثقافة المكسيكية.
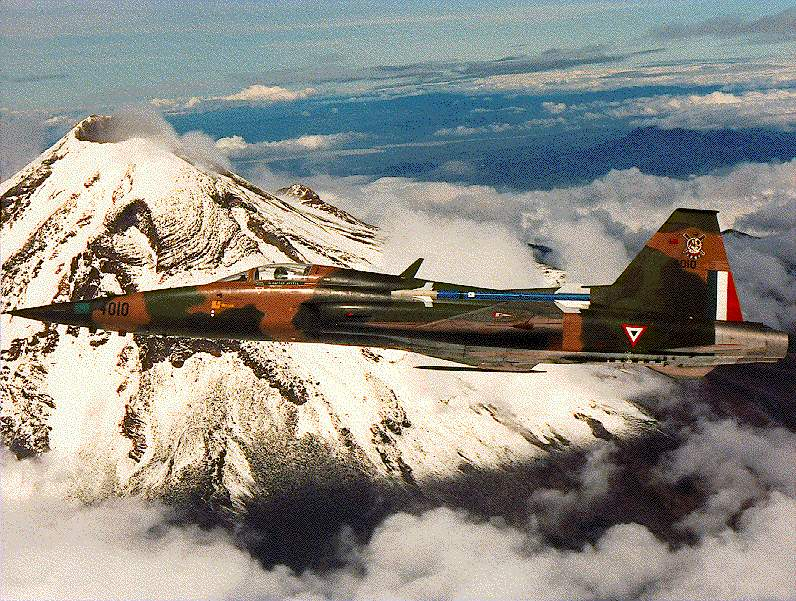
بوبوكاتبتبيل من الجو